# 梅日杜列琴斯克 (萨马拉州)
梅日杜列琴斯克（羅馬化：Mezhdurechensk）是俄罗斯萨马拉州的市级镇，属塞兹兰区管辖，地处萨马拉州西部，位于伏尔加河上萨拉托夫水库和古比雪夫水库间，在区行政中心塞兹兰东北、州府萨马拉西偏北方。
镇内设有铁路车站。连接莫斯科与车里雅宾斯克的M5公路（乌拉尔公路）从该镇南侧经过。
该地2022年人口有2,486人；2010年人口3,006；2002年人口3,481；1989年人口4,132。